# Llengua mohave
El mohave o mojave és una llengua ameríndia parlada pels mohaves al llarg del riu Colorado, a l'est de Califòrnia, nord-oest d'Arizona, i sud-oest de Nevada. Aproximadament el 70% dels parlants resideix a Arizona, mentre que aproximadament el 30% resideix a Califòrnia. El mohave pertany a la branca yuma del riu de la família de les llengües yuma-cochimí, juntament amb el quechan i la llengua maricopa.
Cap al 2012, el Center for Indian Education de la Universitat Estatal d'Arizona "ha facilitat tallers per als alumnes i ponents de la reserva índia Fort Mojave al nord-oest d'Arizona, Califòrnia i Nevada. Fort Mojave té uns 22 ancians que parlen una mica de mojave." El projecte també ha incorporat gent gran, juntament amb els joves, per ensenyar els tradicionals "cants d'aus mojave."
El treball de preservació de la llengua de la poeta Natalie Diaz a la reserva va aparèixer en la PBS News Hour en març de 2012.